# Parota, General Heliodoro Castillo
Parota är en ort i Mexiko.   Den ligger i kommunen General Heliodoro Castillo och delstaten Guerrero, i den södra delen av landet, 220 km söder om huvudstaden Mexico City. Parota ligger 1 688 meter över havet och antalet invånare är 143.
Terrängen runt Parota är kuperad åt sydväst, men åt nordost är den bergig. Runt Parota är det ganska glesbefolkat, med 21 invånare per kvadratkilometer. Närmaste större samhälle är Tlacotepec, 13,6 km norr om Parota. I omgivningarna runt Parota växer huvudsakligen savannskog.